# Potentilla chrysantha
Potentilla chrysantha är en rosväxtart. Potentilla chrysantha ingår i Fingerörtssläktet som ingår i familjen rosväxter.

## Underarter
Arten delas in i följande underarter:
- P. c. amphibola
- P. c. chrysantha
- P. c. pastorum